# Nino Ferrer
Nino Ferrer, geboren als Nino Agostino Arturo Mario Ferrari (Genua, 15 augustus 1934 - Montcuq, 13 augustus 1998), was een Franse zanger, songwriter en componist van Italiaanse afkomst.

## Jeugd
Nino Ferrer bracht zijn eerste levensjaren door in Nieuw-Caledonië, waar zijn vader werkte als ingenieur. Na zijn terugkeer naar Frankrijk in 1947 en zijn schooltijd in Parijs studeerde de jonge Nino etnologie en oude en nieuwe geschiedenis aan de Sorbonne. Daarnaast ging zijn interesse uit naar de muziek en het schilderen. Na beëindiging van zijn studie ging Ferrer aan boord van een vrachtschip op een wereldreis en nam hij deel aan enkele opgravingen in Melanesië.

## Carrière
Na zijn terugkeer naar Frankrijk wijdde hij zich aan de jazz. Vanaf 1959 verschenen platen, waarop zijn naam was vermeld. Hij was contrabassist op twee singles van de Dixie Cats en in het daaropvolgende jaar bassist op een plaat van Gottamou. Begin jaren 1960 begeleidde hij de Amerikaanse zangeres Nancy Holloway en bood zijn eigen composities zonder succes aan bij meerdere plaat-uitgeverijen. In 1963 nam hij zijn eerste plaat Pour oublier qu'on s'est aimé op. De B-kant van deze single C'est irréparable bestaat in een Italiaanse versie (Un anno d'amore) en een Spaanse versie (Un año de amor), gezongen door Luz Casal in de film High Heels van Pedro Almodóvar.
De plaat was in Frankrijk slechts matig succesvol, maar werd wel uitgebracht in andere Europese landen, in Japan en zelfs in het Midden-Oosten. Pas in 1965 kon hij met de song Mirza een succes boeken. Het nummer was direct succesvol en Ferrer begon, met meer of minder groot enthousiasme, verdere hits op te nemen, waaronder Les cornichons en Oh! Hé! Hein! bon! Deze songs leverden hem de reputatie van grappenmaker op. Om dit recht te zetten zong hij op de B-kanten van zijn platen droevige melodieën (Ma vie pour rien).
Daarna trok Ferrer zich terug uit de showbusiness en ging hij naar Italië, waar hij drie jaar verbleef tot 1970. Terwijl in Frankrijk verder platen verschenen (Le téléfon, Mao et Moa, Mon copain Bismarck), steeg zijn bekendheid dankzij het door hem gepresenteerde televisieprogramma Io, Agata e tu.
Na zijn terugkeer naar Frankrijk vestigde hij zich in Quercy, waar hij een paardenfokkerij begon. Echter een ontmoeting met de Ierse gitarist Mickey Finn, die had samengewerkt met onder andere Tyrannosaurus Rex (later T.Rex), Eric Clapton en The Rolling Stones, bracht hem weer terug op het muziekpodium en liet hem weer werken als componist. Met Mickey en diens band en Nick ontstonden Les Leggs. Na maandenlang componeren en schrijven verscheen in 1972 Métronome. Weliswaar was het album slechts matig succesvol, maar van een van zijn nummers, La maison près de la fontaine, werden meer dan 500.000 exemplaren verkocht als single.
In de loop van de volgende jaren bracht Ferrer steeds weer albums uit (Nino and Leggs, Nino and Radiah, Suite en œuf, Véritables variétés verdâtres) met matig succes, maar altijd weer konden een of twee singles daaruit een aanzienlijk succes noteren, zoals de zomerhit Le Sud uit 1975. Deze song maakte het voor hem mogelijk om een landhuis te kopen, waarin hij een opnamestudio onderbracht. In 1979 verscheen Blanat in de stijl van bluesrock met een geweldige drumfinish en een wilde solo met elektrische gitaar op het eind. Daarna ging hij op tournee met Jacques Higelin. Tijdens de daaropvolgende jaren volgden La Carmencita, Ex-Libris, Rock'n'Roll Cowboy en enkele kleine concerten.
Begin jaren 1990 bracht hij een compilatie uit, waarop naast de succesnummers ook onbekende composities te beluisteren zijn. Hij bracht nog de plaat La Désabusion uit en stelde in Parijs zijn schilderijen ten toon. Daarna begon hij met een tournee. In 1995 verscheen zijn laatste album La vie chez les automobiles met verschillende nummers, die door vrienden of familieleden werden gezongen en/of geschreven.

## Overlijden
Drie jaar later, een maand na het overlijden van zijn moeder, pleegde hij zelfmoord door zichzelf in de borst te schieten. Hij werd 64 jaar. Hij was net begonnen met het opnemen van zijn laatste album Suite et fin.

## Discografie
- 1966: Enregistrement public
- 1967: Nino Ferrer
- 1969: Nino Ferrer
- 1970: Rats and Rolls
- 1972: Métronomie
- 1972: Nino Ferrer and Leggs
- 1974: Nino & Radiah
- 1975: Suite en œuf
- 1977: Véritables variétés verdâtres
- 1979: Blanat
- 1981: La Carmencita
- 1982: Ex-Libris
- 1983: Rock n'roll Cow-boy
- 1986: 13e album
- 1993: La désabusion
- 1993: La vie chez les automobiles
- 1995: Concert chez Harry

### NPO Radio 2 Top 2000
Van Nino Ferrer stond alleen Agata in 1999 in de NPO Radio 2 Top 2000, op plek 1989.
- Biblioteca Nacional de España: XX866133
- Bibliothèque nationale de France: cb13893887n (data)
- Gemeinsame Normdatei: 131628615
- International Standard Name Identifier: 0000 0003 6848 0808
- Library of Congress Control Number: no00060944
- MusicBrainz: 5b95ae1e-5129-46c5-a043-522e6c9f7871
- Nationale Bibliotheek van Israël: 987007501070905171
- Istituto Centrale per il Catalogo Unico: UBOV509862
- Système universitaire de documentation: 072228024
- Virtual International Authority File: 44484993
- WorldCat: E39PBJg4jmbrmm9Px4FhHDdmh3